# Russell Simon
Russell Simon (Carlton, 17 ottobre 1949) è un ex cestista australiano.

## Carriera
Con l'Australia ha disputato i Campionati mondiali del 1970 e i Giochi olimpici di Montréal 1976.